# سيلفيا جولد
سيلفيا جولد (بالإسبانية: Silvia Gold)‏ هي عالمة كيمياء حيوية ورائدة أعمال إسبانية، ولدت في 18 أغسطس 1948 في بوينس آيرس في الأرجنتين.